# Dargeçit
Dargeçit là một huyện thuộc tỉnh Mardin, Thổ Nhĩ Kỳ. Huyện có diện tích 539 km² và dân số thời điểm năm 2007 là 26988 người, mật độ 50 người/km².